# Fraillicourt
Fraillicourt est une commune française, située dans le département des Ardennes en région Grand Est.

## Géographie

### Localisation
La commune est à 2,8 km de Renneville, 4,2 de Rubigny et 7,4 de Seraincourt.
Le territoire de la commune est limitrophe de ceux de six communes :
| Rozoy-sur-Serre (Aisne) | Raillimont (Aisne) | Vaux-lès-Rubigny |
| Renneville              | Fraillicourt       |                  |
|                         | Seraincourt        | Chaumont-Porcien |

### Géologie et relief
Hydrogéologie et climatologie : Système d’information pour la gestion des eaux souterraines en Seine-Normandie, par le BRGM :
Territoire communal : Occupation du sol (Corinne Land Cover); Cours d'eau (BD Carthage),
Géologie : Carte géologique; Coupes géologiques et techniques,
 Hydrogéologie : Masses d'eau souterraine; BD Lisa; Cartes piézométriques.

### Hydrographie
La commune est dans la région hydrographique « la Seine du confluent de l'Oise (inclus) à l'embouchure » au sein du bassin Seine-Normandie. Elle est drainée par le Hurtaut, le ruisseau des Barres, le Fond de Sénicourt, le Fossé Dela Fontaine au Mai, le Fossé de Forest, le Fossé des Bois des Corbeaux et le Fossé de la Croix Paris,.
Le Hurtaut, ou Malacquise, d'une longueur de 38 km, prend sa source dans la commune de Signy-l'Abbaye, à 235 mètres d'altitude, et se jette  dans la Serre à Chaourse, après avoir traversé 17 communes.
Le ruisseau des Barres, d'une longueur de 28 km, prend sa source dans la commune  et se jette  dans l'Aisne à Asfeld, après avoir traversé neuf communes.

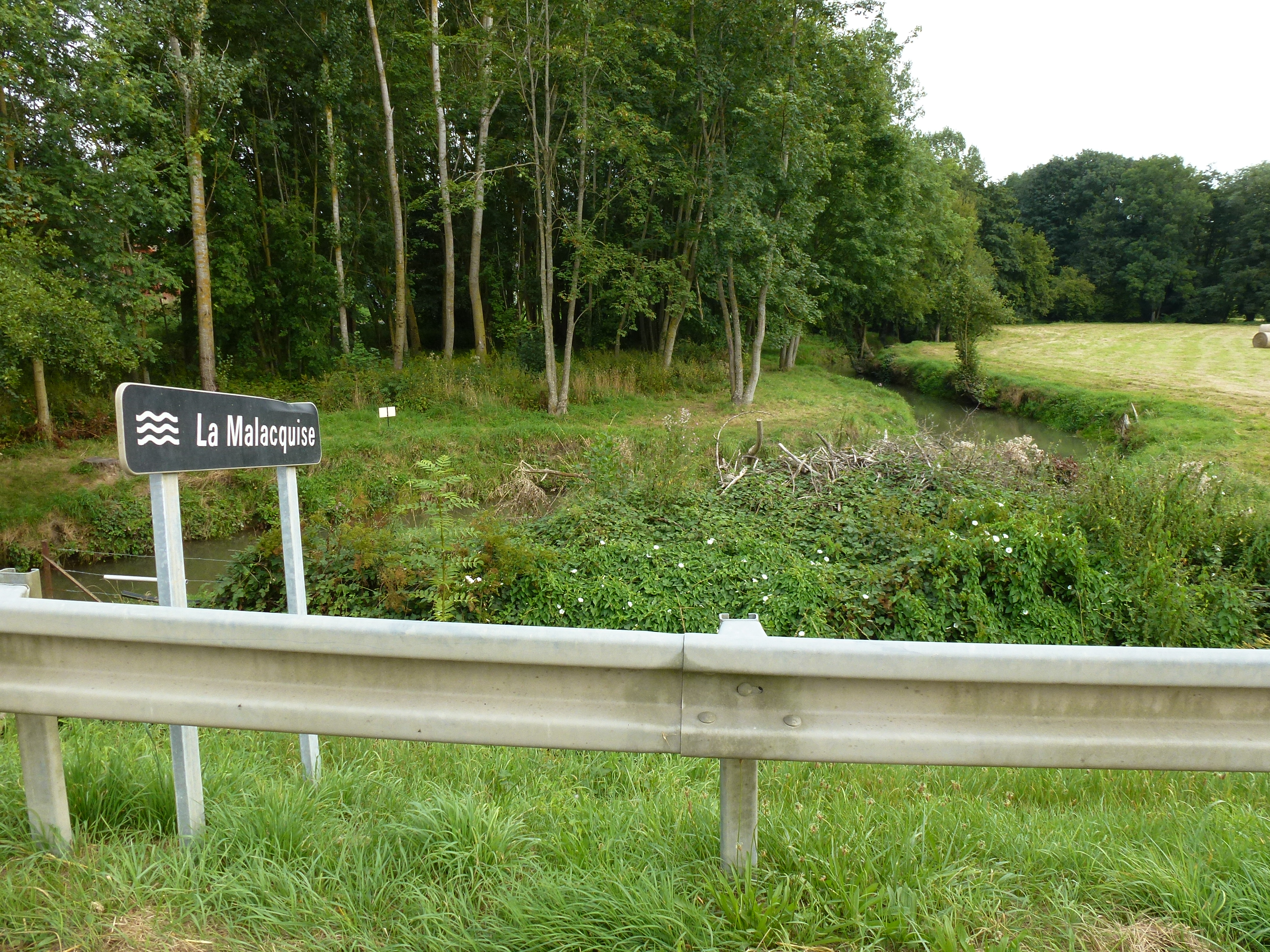
La rivière La Malacquise.
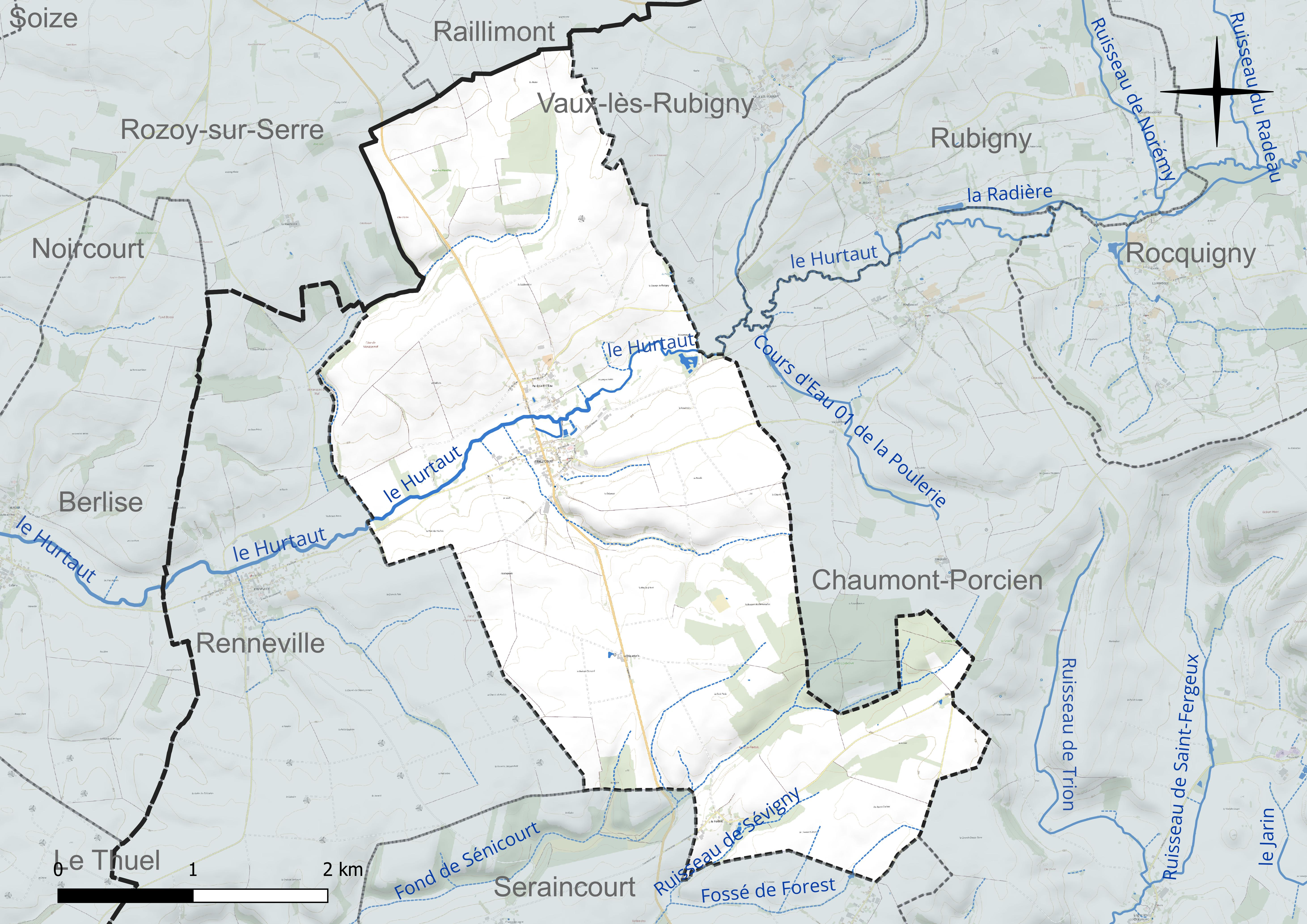
Réseau hydrographique de Fraillicourt.

### Climat
Pour des articles plus généraux, voir Climat du Grand Est et Climat des Ardennes.
En 2010, le climat de la commune est de type climat des marges montargnardes, selon une étude du Centre national de la recherche scientifique s'appuyant sur une série de données couvrant la période 1971-2000. En 2020, Météo-France publie une typologie des climats de la France métropolitaine dans laquelle la commune est exposée à un climat océanique altéré et est dans la région climatique Nord-est du bassin Parisien, caractérisée par un ensoleillement médiocre, une pluviométrie moyenne régulièrement répartie au cours de l’année et un hiver froid (3 °C).
Pour la période 1971-2000, la température annuelle moyenne est de 9,8 °C, avec une amplitude thermique annuelle de 15,4 °C. Le cumul annuel moyen de précipitations est de 890 mm, avec 13,2 jours de précipitations en janvier et 9,3 jours en juillet. Pour la période 1991-2020, la température moyenne annuelle observée sur la station météorologique de Météo-France la plus proche, « Banogne-Recouvrance », sur la commune de Banogne-Recouvrance à 11 km à vol d'oiseau, est de 11,1 °C et le cumul annuel moyen de précipitations est de 773,4 mm. 
La température maximale relevée sur cette station est de 40,8 °C, atteinte le 25 juillet 2019 ; la température minimale est de −14 °C, atteinte le 10 janvier 2003,,.
Les paramètres climatiques de la commune ont été estimés pour le milieu du siècle (2041-2070) selon différents scénarios d'émission de gaz à effet de serre à partir des nouvelles projections climatiques de référence DRIAS-2020. Ils sont consultables sur un site dédié publié par Météo-France en novembre 2022.

## Urbanisme

### Typologie
Au 1er janvier 2024, Fraillicourt est catégorisée commune rurale à habitat dispersé, selon la nouvelle grille communale de densité à 7 niveaux définie par l'Insee en 2022.
Elle est située hors unité urbaine et hors attraction des villes,.

### Occupation des sols
L'occupation des sols de la commune, telle qu'elle ressort de la base de données européenne d’occupation biophysique des sols Corine Land Cover (CLC), est marquée par l'importance des territoires agricoles (91,3 % en 2018), une proportion identique à celle de 1990 (91,3 %). La répartition détaillée en 2018 est la suivante : 
terres arables (68,2 %), zones agricoles hétérogènes (12,4 %), prairies (10,7 %), forêts (5,8 %), zones urbanisées (2,9 %). L'évolution de l’occupation des sols de la commune et de ses infrastructures peut être observée sur les différentes représentations cartographiques du territoire : la carte de Cassini (XVIIIe siècle), la carte d'état-major (1820-1866) et les cartes ou photos aériennes de l'IGN pour la période actuelle (1950 à aujourd'hui).

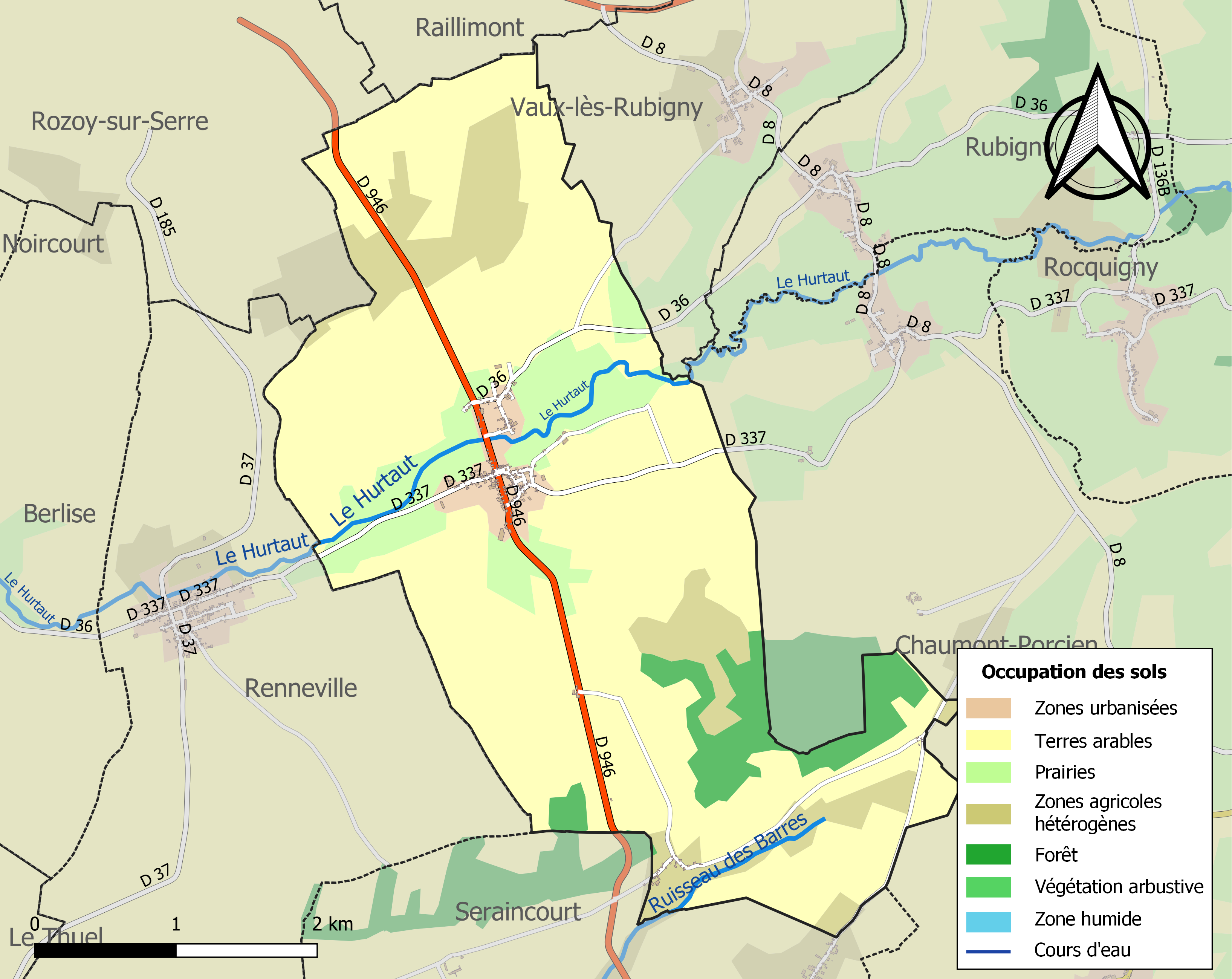
Carte des infrastructures et de l'occupation des sols de la commune en 2018 (CLC).

### Voies de communications et transports

#### Voies routières
- A34 : Échangeur Bertoncourt.
- D 337 vers Renneville.
- D 36 vers Rubigny.
- D 946 vers Seraincourt.

#### Transports en commun
- Fluo Grand Est.

#### SNCF

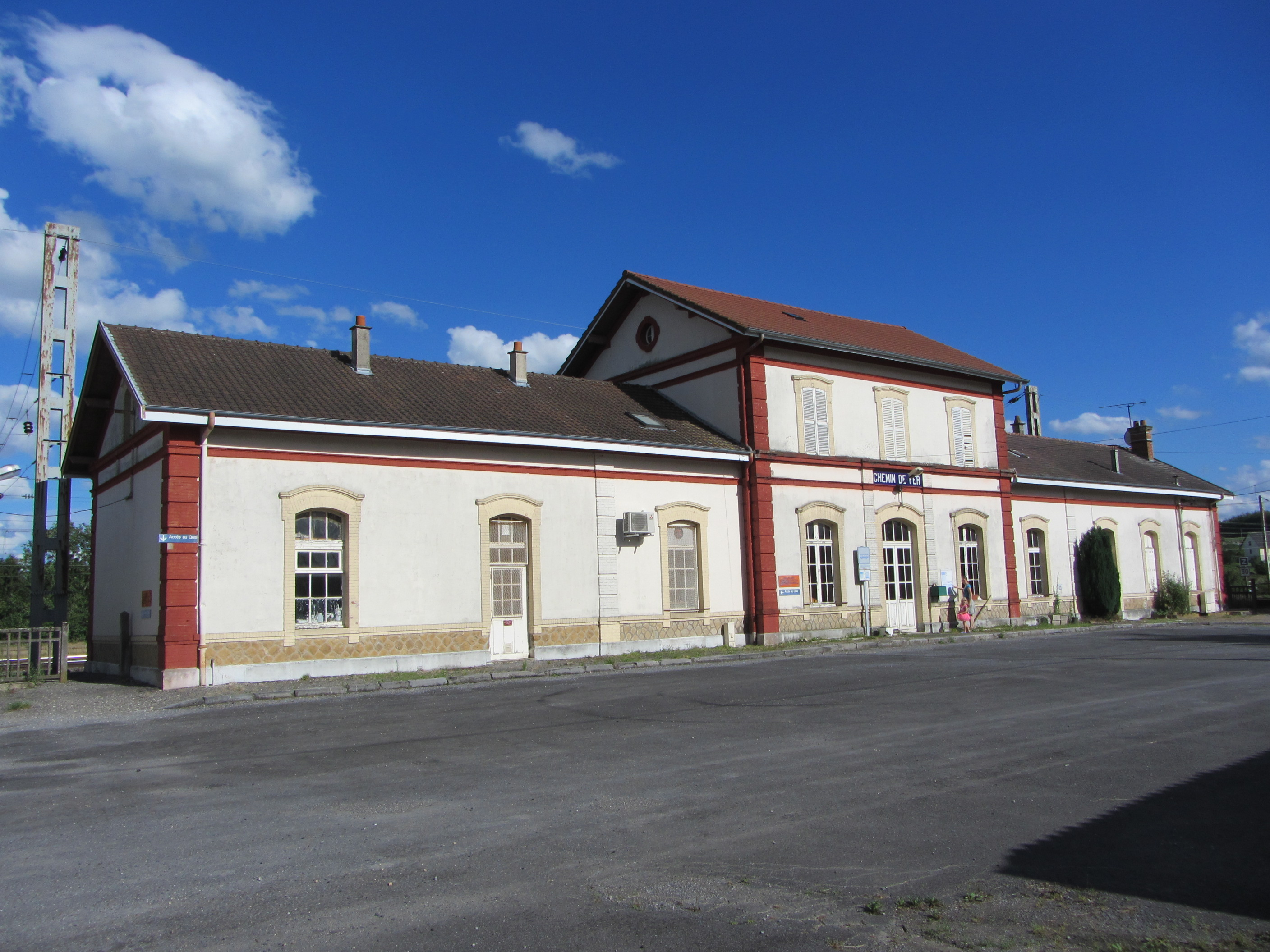
Gare de Liart.

- Gare de Liart,
- Gare de Rethel,
- Gare de Saint-Erme,
- Gare d'Amagne - Lucquy,
- Gare d'Hirson.

### Risques naturels et technologiques
Commune située dans une zone  de sismicité très faible.

## Histoire
Au Moyen Âge, le village de Fraillicourt appartenait au chapitre de la cathédrale de Reims qui en partageait la seigneurie avec le seigneur de Rozoy. En 1190, le village s'est vu accorder une charte de franchises.
Marguerite Menessier, née Martin a été décorée le 14 juillet 1919 de la Croix de guerre avec palme.
Georges Wilmart, Jeanne Wilmart et Denise Wilmart-Lion ont, eux, reçu - pour leur action durant la Deuxième guerre mondiale - l'hommage de « Justes parmi les nations », non-Juifs qui ont risqué leur vie pour venir en aide à des Juifs.

## Politique et administration

### Commune et intercommunalité
Commune membre de la Communauté de communes des crêtes préardennaises.

### Liste des maires
| Période                                  | Période                       | Identité         | Étiquette | Qualité                                                |
| ---------------------------------------- | ----------------------------- | ---------------- | --------- | ------------------------------------------------------ |
| Les données manquantes sont à compléter. |                               |                  |           |                                                        |
| 1835                                     | 1890                          | Élie Destrez     |           | Médecin                                                |
| 1983                                     | mars 2008                     | André Mangelinck |           |                                                        |
| mars 2008                                | En cours (au 24 juillet 2020) | Catherine Vicet  | SE        | Ancienne agricultrice Réélue pour le mandat 2020-2026, |

### Budget et fiscalité 2021

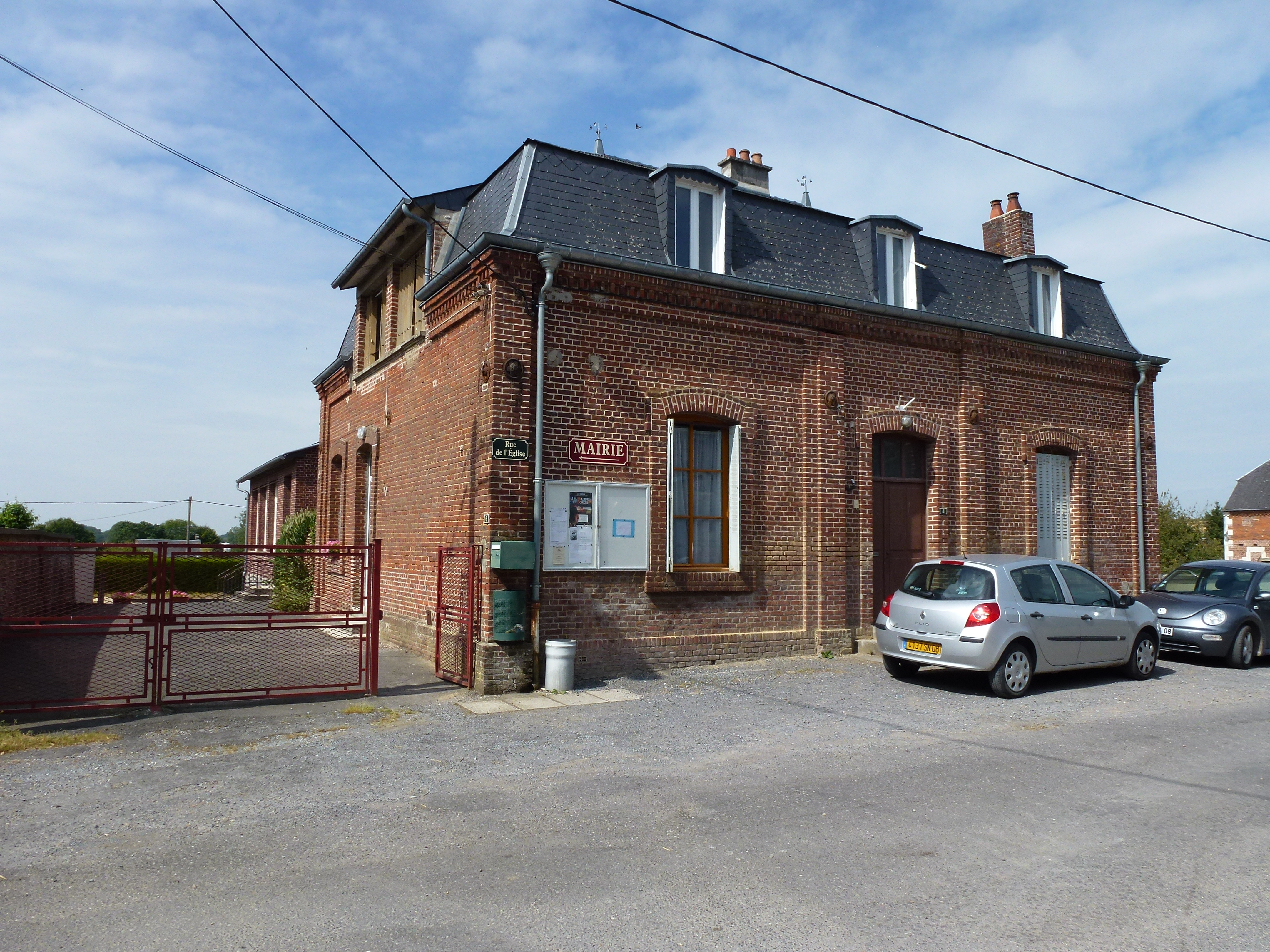
La mairie.

En 2021, le budget de la commune était constitué ainsi :
- total des produits de fonctionnement : 142 000 €, soit 741 € par habitant ;
- total des charges de fonctionnement : 105 000 €, soit 547 € par habitant ;
- total des ressources d'investissement : 20 000 €, soit 103 € par habitant ;
- total des emplois d'investissement : 37 000 €, soit 193 € par habitant ;
- endettement : 46 000 €, soit 237 € par habitant.

Avec les taux de fiscalité suivants :
- taxe d'habitation : 20,30 % ;
- taxe foncière sur les propriétés bâties : 40,11 % ;
- taxe foncière sur les propriétés non bâties : 28,50 % ;
- taxe additionnelle à la taxe foncière sur les propriétés non bâties : 0,00 % ;
- cotisation foncière des entreprises : 0,00 %.

Chiffres clés Revenus et pauvreté des ménages en 2020 : médiane en 2020 du revenu disponible, par unité de consommation : 19 790 €.

## Équipements et services publics

### Enseignement
Établissements d'enseignements : 
- Écoles maternelles et primaires à Chaumont-Porcien, Rozoy-sur-Serre, Rocquigny, Le Thuel.
- Collèges à Rozoy-sur-Serre, Montcornet, Signy-l'Abbaye, Asfeld.
- Lycées à  Rethel.

### Santé
Professionnels et établissements de santé :
- Médecins à Rozoy-sur-Serre, Chaumont-Porcien, Brunehamel, Wasigny, Château-Porcien, Rumigny.
- Pharmacies à Rozoy-sur-Serre, Chaumont-Porcien, Dizy-le-Gros, Brunehamel, Château-Porcien.
- Hôpitaux à Rethel, Vervins, Saint-Michel, Hirson, Fourmies, Laon.

## Population et société

### Démographie

#### Évolution démographique
L'évolution du nombre d'habitants est connue à travers les recensements de la population effectués dans la commune depuis 1793. Pour les communes de moins de 10 000 habitants, une enquête de recensement portant sur toute la population est réalisée tous les cinq ans, les populations de référence des années intermédiaires étant quant à elles estimées par interpolation ou extrapolation. Pour la commune, le premier recensement exhaustif entrant dans le cadre du nouveau dispositif a été réalisé en 2007.

En 2022, la commune comptait 171 habitants, en évolution de −8,06 % par rapport à 2016 (Ardennes : −2,97 %, France hors Mayotte : +2,11 %).
| 1793 | 1800 | 1806 | 1821 | 1831 | 1836 | 1841 | 1846 | 1851 |
| ---- | ---- | ---- | ---- | ---- | ---- | ---- | ---- | ---- |
| 501  | 551  | 600  | 617  | 698  | 681  | 736  | 733  | 719  |

| 1866 | 1872 | 1876 | 1881 | 1886 | 1891 | 1896 | 1901 | 1906 |
| ---- | ---- | ---- | ---- | ---- | ---- | ---- | ---- | ---- |
| 680  | 628  | 622  | 589  | 539  | 536  | 513  | 513  | 480  |

| 1911 | 1921 | 1926 | 1931 | 1936 | 1946 | 1954 | 1962 | 1968 |
| ---- | ---- | ---- | ---- | ---- | ---- | ---- | ---- | ---- |
| 461  | 380  | 382  | 347  | 338  | 368  | 359  | 328  | 300  |

| 1975 | 1982 | 1990 | 1999 | 2006 | 2007 | 2012 | 2017 | 2022 |
| ---- | ---- | ---- | ---- | ---- | ---- | ---- | ---- | ---- |
| 257  | 226  | 212  | 204  | 217  | 219  | 192  | 189  | 171  |

### Cultes
- Culte catholique, Paroisse Saint Berthauld en Ardenne[33], Diocèse de Reims.

## Économie

### Entreprises et commerces

#### Agriculture
- Culture de céréales, de légumineuses et de graines oléagineuses.
- Culture de légumes, de melons, de racines et de tubercules.
- Culture et élevage associés.
- Élevage de vaches laitières.
- Élevage d'autres animaux.

#### Tourisme
- Hébergements et restauration à Rozoy-sur-Serre, Parfondeval.

#### Commerces
- Commerces et services de proximité à Saulces-Monclin, Rozoy-sur-Serre, Rethel, Sissonne.

## Culture locale et patrimoine

### Lieux et monuments

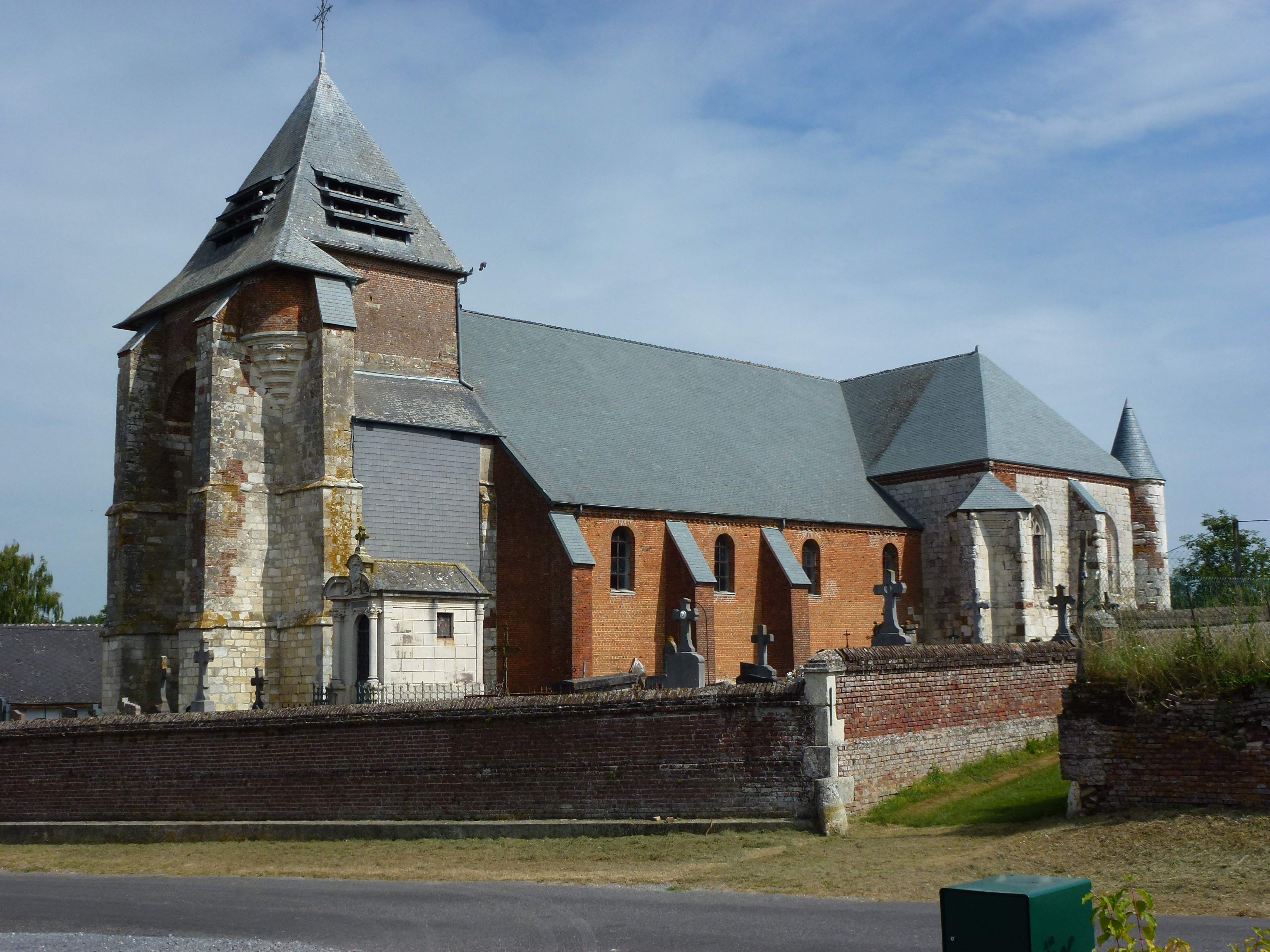
L'église Notre-Dame.
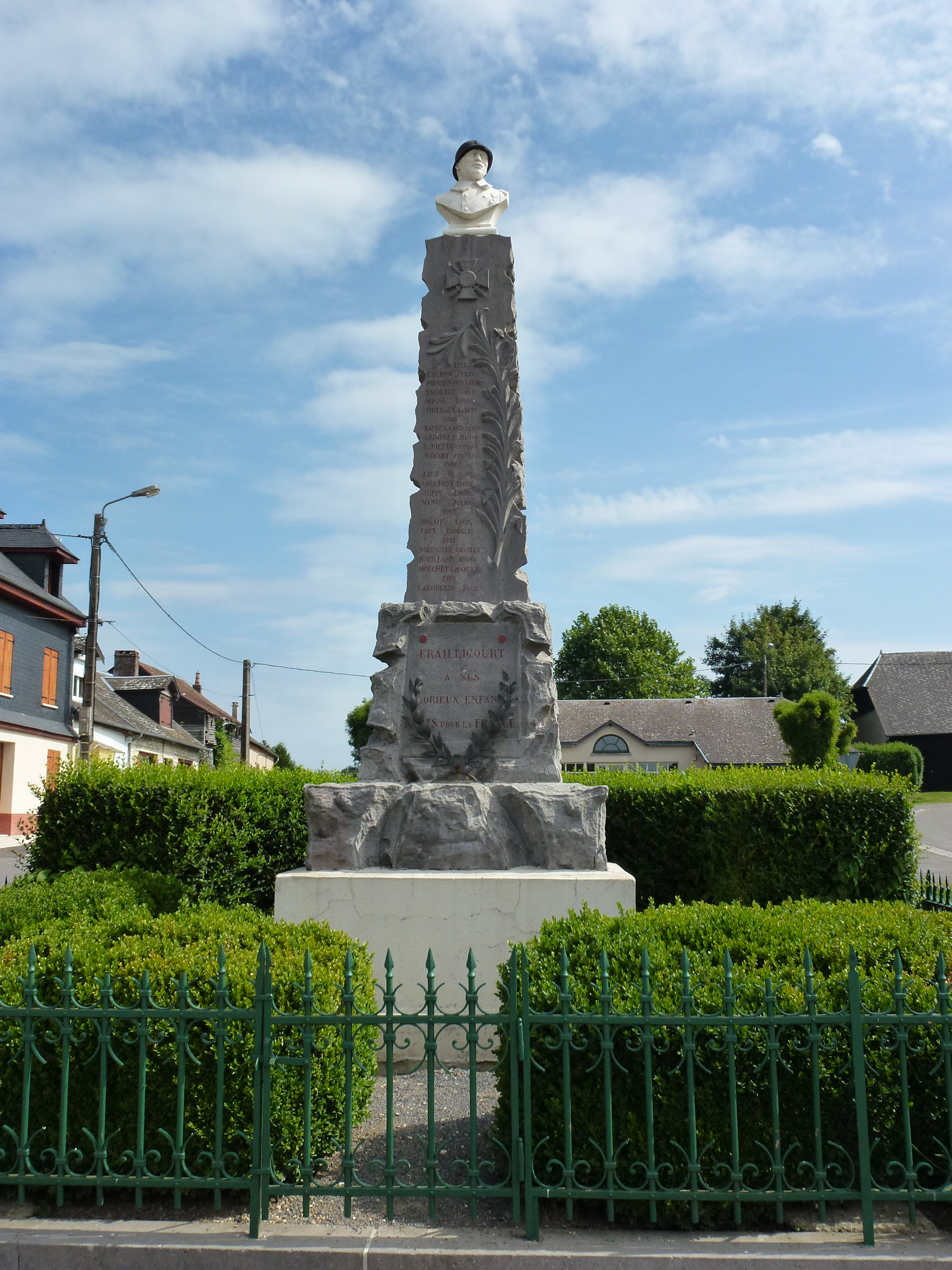
Monument aux morts.
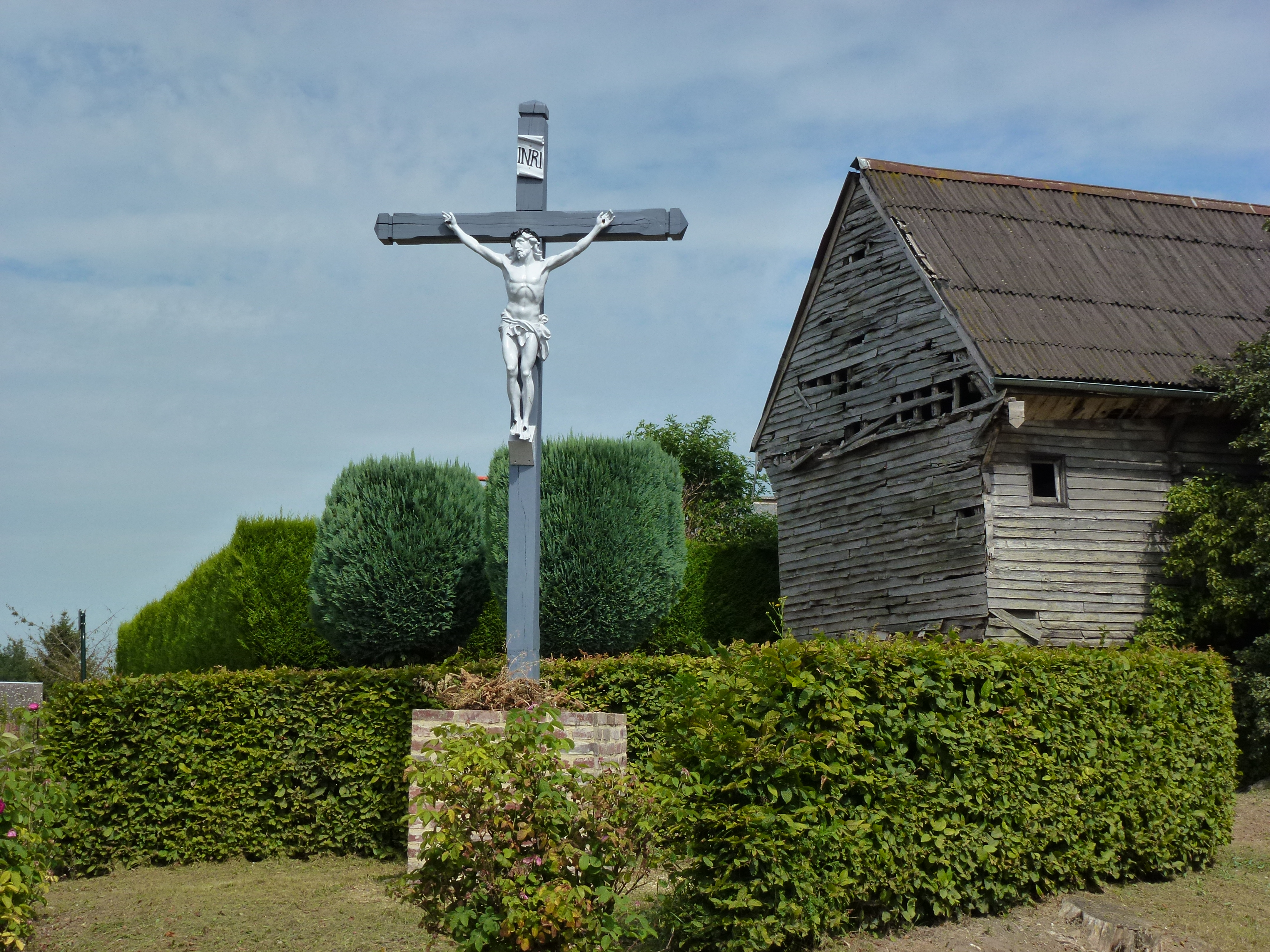
Croix de chemin.
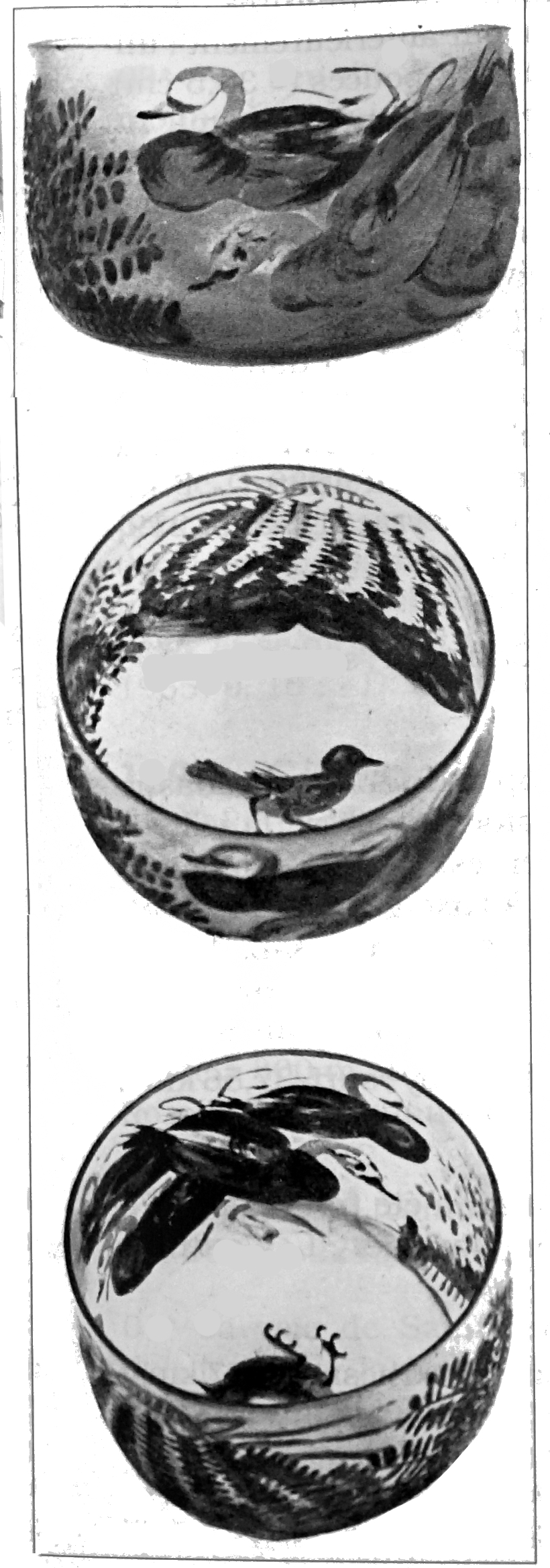
Vue d'une coupe en verre issue de fouilles archéologiques.
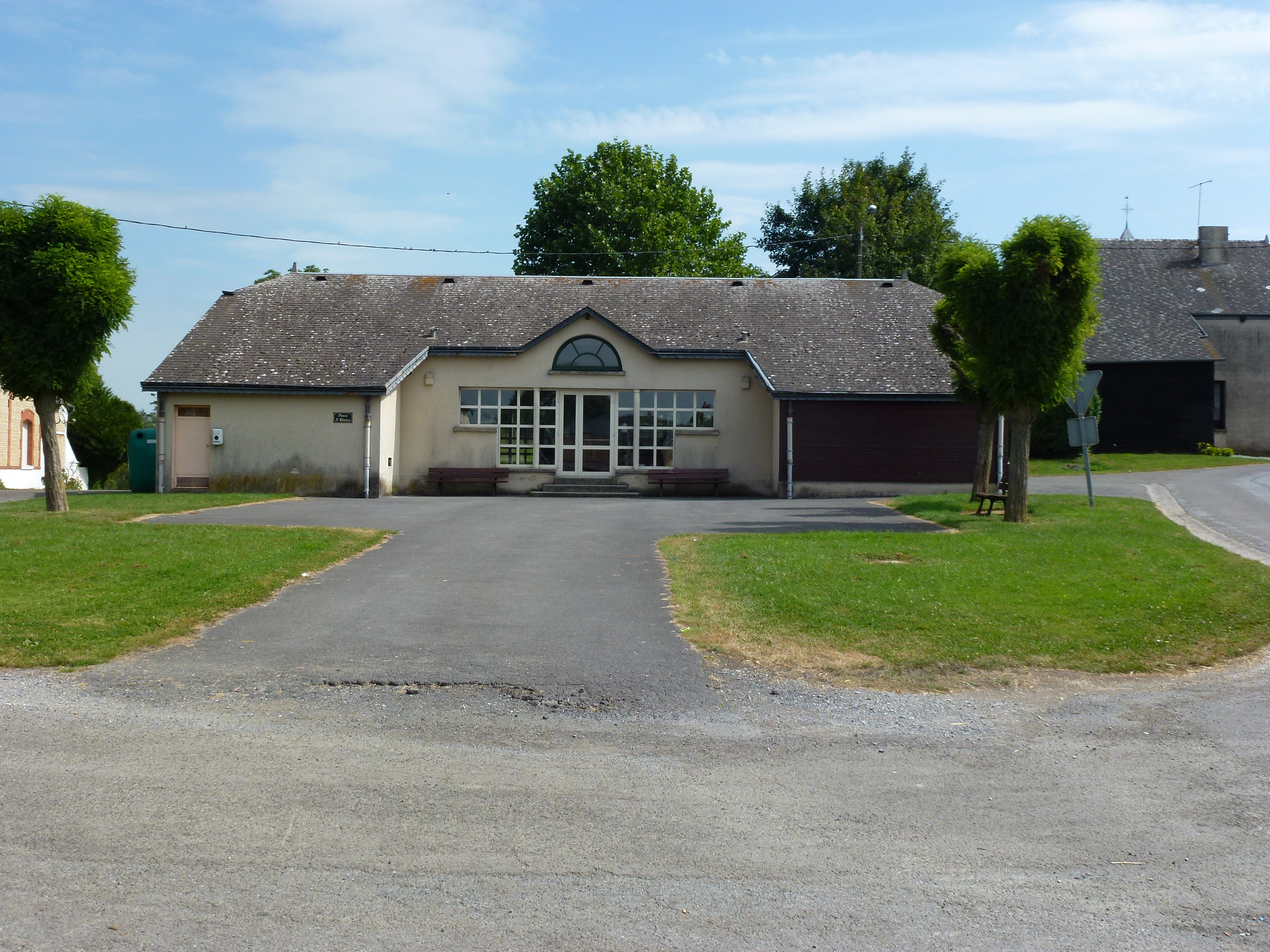
La salle polyvalente.

- Église Notre-Dame de Fraillicourt : église fortifiée inscrite sur l'inventaire supplémentaire des monuments historiques en 1928[34].

Fonts baptismaux.
- Monument aux morts[36] : Conflits commémorés : Guerre franco-allemande de 1914-1918.
- A Seraincourt une stèle a été posée. Elle porte les noms des quarante travailleurs agricoles juifs et leurs familles raflés le 4 janvier 1944 dans les communes de Seraincourt, Fraillicourt, Remaucourt, Ecly, Son, Hauteville, Rethel, pour être déportés du Camp de Drancy, et exterminés à Auschwitz[37].
- Salle polyvalente.

### Personnalités liées à la commune
- Charles Tailliart : recteur de l'Académie d'Alger puis de Montpellier. Etant enfant, passait ses vacances à Fraillicourt, dans la famille de sa mère. Son nom de plume, Paul Fraycourt, est une déformation du nom du village.

## Pour approfondir